# 第一代諾森伯蘭公爵喬治·斐茲洛伊
喬治·斐茲洛伊（英語：George FitzRoy, 1st Duke of Northumberland，1665年12月28日—1716年6月28日），生於英國倫敦，是第一代諾森伯蘭公爵，查理二世與芭芭拉·帕門爾的私生子。

## 生平
1683年喬治·斐茲洛伊被冊封為諾森伯蘭公爵。1684年返回英國後，他加入嘉德騎士團。那年夏天，他在盧森堡圍攻中參與法國軍隊。1687年，諾森伯蘭公爵指揮第二騎馬衛隊。在1701年，他被任命為溫莎城堡的警官，在1710年被任命為薩里中尉，並在1712年被任命為伯克郡的中尉。1703年，他繼承了牛津伯爵，成為皇家騎兵團上校。七年後的1710年1月10日，他成為中將。1713年4月7日，他宣誓加入樞密院並擔任英格蘭首席執事。
公爵於1716年6月28日在埃普索姆突然去世，享年50歲。